# شيغيلة فلكسنرية النمط الثاني
شيغيلة فلكسنرية النمط الثاني (بالإنجليزية: Shigella flexneri serotype 2)‏ هي نمط بكتيري من أنماط الشيغيلة الفلكسنرية ضمن شعبة المتقلبات.